# NOXRED1
NOXRED1 (англ. NADP dependent oxidoreductase domain containing 1) – білок, який кодується однойменним геном, розташованим у людей на 14-й хромосомі. Довжина поліпептидного ланцюга білка становить 359 амінокислот, а молекулярна маса — 39 880.
| 10         |  | 20         |  | 30         |  | 40         |  | 50         |
| ---------- |  | ---------- |  | ---------- |  | ---------- |  | ---------- |
| MDMLQDLESL |  | QFEYGVPEED |  | RIWLYLQGRS |  | RGLMIEACAH |  | ATFFCKLLYN |
| LRASLNKNQS |  | SRHLSIGSLN |  | SATPEEFKVG |  | IIGGGHLGKQ |  | LAGTLLQLGP |
| IPAESLRIST |  | RRPETLGELQ |  | KLGIKCFYHN |  | ADLVSWADVI |  | FLCCLPSQLP |
| NICVEIYTSL |  | EKASIVYSFV |  | AAIPLPRLKL |  | LLNHTNILRP |  | QYQYDEDSVS |
| VWGANKGVIA |  | ALQDPTILQA |  | TCPYSPAGGI |  | ILNIKWLEGV |  | FYAALNICTA |
| RNMAHSQVLQ |  | LLSELFLSVH |  | FEDCGKDTAS |  | CPKLQLTDFV |  | SKAYGKNLSQ |
| ERPFPWFDLT |  | AVQLKETPFS |  | QHLSSSPVLQ |  | DHLTHLYCAS |  | FGISLTKEQP |
| VISTGFPSQ  |  |            |  |            |  |            |  |            |

A: Аланін

C: Цистеїн

D: Аспарагінова кислота

E: Глутамінова кислота

F: Фенілаланін

G: Гліцин

H: Гістидин

I: Ізолейцин

K: Лізин

L: Лейцин

M: Метіонін

N: Аспарагін

P: Пролін

Q: Глутамін

R: Аргінін

S: Серин

T: Треонін

V: Валін

W: Триптофан

Кодований геном білок за функцією належить до оксидоредуктаз. 
Задіяний у такому біологічному процесі, як альтернативний сплайсинг. 